# Kosbacher Altar

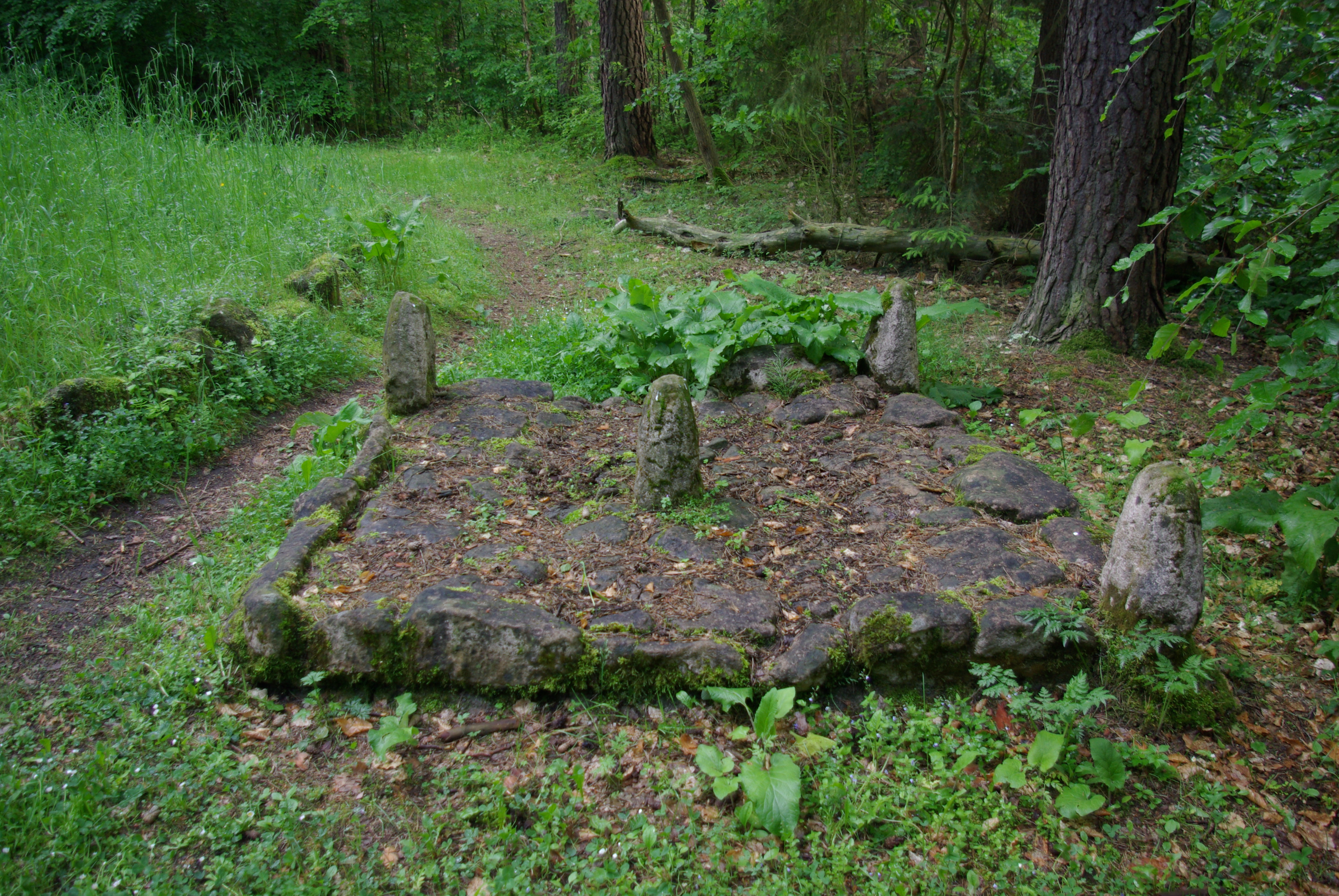
Kosbacher Altar (Kopie des Originals), links der Rand des Grabhügels

Beim Kosbacher Altar handelt es sich um eine bisher einzigartige Steinsetzung aus der späten Hallstattzeit, 6. bis 5. Jahrhundert. v. Chr. Er liegt nördlich des Erlanger Stadtteiles Kosbach in einem größeren Grabhügelfeld. Die genaue Funktion und Deutung ist unbekannt. Wahrscheinlich hat der Altar bei den Bestattungsfeierlichkeiten eine zentrale Rolle gespielt. Neben dem Altar befindet sich die Rekonstruktion des Grabhügels.

## Der Grabhügel

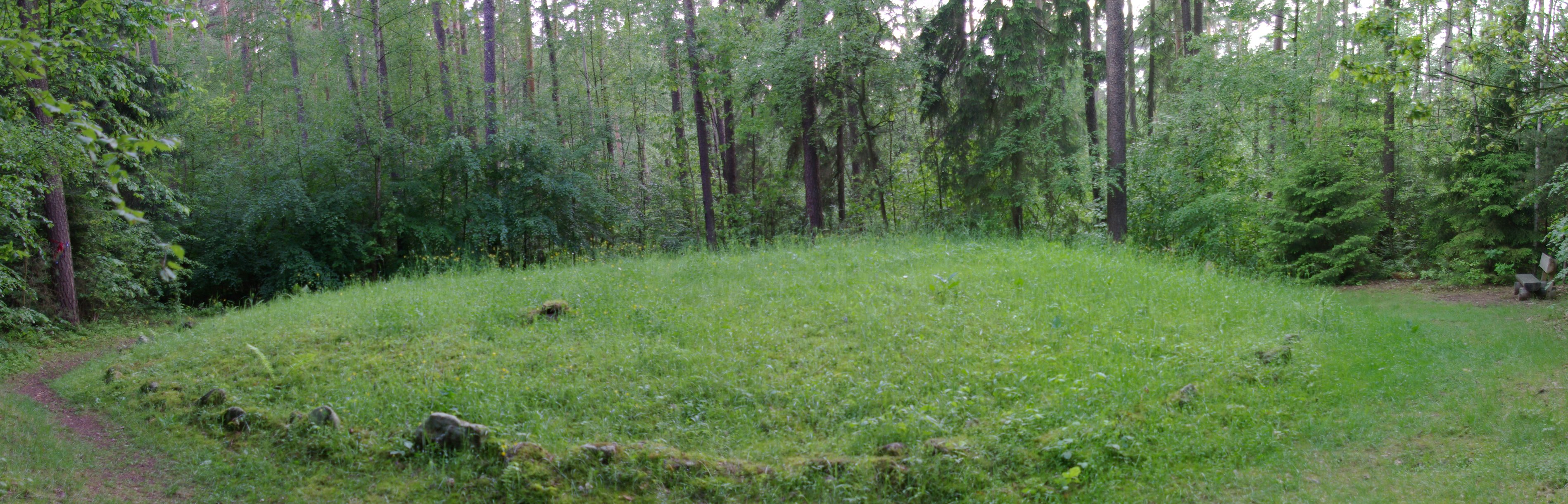
Rekonstruierter Grabhügel

Aus Steinen oder Holz wurden Grabkammern gebaut, die den Toten aufnahmen. Über die Grabkammern wurde ein Hügel aus Erde aufgeschüttet. Der Rand des Hügels besteht aus einem Steinkranz. Nach der Fertigstellung wurden weitere Bestattungen im Hügel oder in unmittelbarer Nähe vorgenommen. 
Bei der Rekonstruktion des Hügels konnte man sich auf die Beobachtungen während der Ausgrabung stützen.

## Erste Ausgrabung 1913
Bei einer ersten, durch Pfarrer Rudolf Herold durchgeführten Ausgrabung wurde der Hügel abgetragen und die meisten Funde geborgen, die den Grundstock der Anthropologisch-prähistorischen Universitäts-Sammlung bildet, die sich im Besitz des Instituts für Ur- und Frühgeschichte der Friedrich-Alexander-Universität Erlangen-Nürnberg befindet. Im Mittelpunkt des Altars stand ein Menhir, den Herold als Phallus-Symbol interpretierte. Der Befund und seine Deutung erregten in der örtlichen Presse und in der Fachwelt einiges Aufsehen.

## Zweite Ausgrabung 1979
Bei einer durch das Institut für Ur- und Frühgeschichte der Universität Erlangen-Nürnberg durchgeführten Nachuntersuchung wurden die bekannten Beobachtungen und Daten überprüft und ergänzt. Ein genauer Plan der Anlage wurde erstellt und verbliebene Funde wurden geborgen.

## Der Kosbacher Altar heute
Um das Denkmal offen präsentieren zu können, wurde ein detailgetreuer Kunststeinguss des aus mürbem, verwitterungsanfälligen Sandstein bestehenden Originals gefertigt und am Fundpunkt des Altars aufgestellt. Die Anfertigung dieser Kopie wurde durch eine Spende des Lions Club Erlangen ermöglicht und vom Forstamt Erlangen ausgeführt. Der Altar wird regelmäßig durch die Bayrischen Staatsforsten A.ö.R. Forstbetrieb Forchheim gepflegt, um ihn der Öffentlichkeit zu erhalten.

Panorama des Kosbacher Altars mit dem Hügelgrab von Norden aus gesehen

Zum 100-jährigen Jubiläum der Ausgrabung des Kosbacher Altars und der damit einhergehenden Gründung der Ur- und Frühgeschichtlichen Sammlung der FAU veranstalten Studierende des Instituts für Ur- und Frühgeschichte im Erlanger Stadtmuseum 2014 eine Ausstellung rund um den eisenzeitlichen Altar.

## Funde der Ausgrabungen
Die Funde waren Gegenstände, die die Verstorbenen als Bestandteil ihrer Kleidung bei sich trugen oder Grabbeigaben.
Gegenstände oder Kleidung aus organischem Material sowie Skelettreste können aufgrund der Funde vermutet werden, wurden aber auf Grund der besonderen Bodenverhältnisse vollkommen zersetzt. Geborgen werden konnten Fibeln, ein Satz aus vier bronzenen Halsringen, eine gläserne gelbe Augenperle mit offensichtlich amulettartigem Charakter, eine große Anzahl von Steigbügelarmringen und etliche Gefäßscherben, die teilweise kunstvoll bemalt und mit Speisen und Getränken befüllt waren, die Tote nach damaligem Glauben für den Weg ins Jenseits benötigten.